# Лысая гора (Жигули)
Лысая гора — вершина Жигулёвских гор, находящаяся на границе города Жигулёвска, между городом и Жигулёвским заповедником. Уникальный природный комплекс, сочетающей богатую и разнообразную флору, а также являющийся геологическим, геоморфологическим памятником и достопримечательным местом, связанным с различными историческими событиями.

## Описание
Лысая гора вершина в северной, наиболее высокой части Самарской Луки — Жигулёвских горах. Находится справа от устья Морквашинской долины, являясь её сильно эродированным склоном. Гора представляет собой узкий хребтом, обособленный Волгой на севере и горным ущельем на юге, часть эрозионного плато. Она находится на территории Жигулёвского лесничества национального парка «Самарская Лука» в кварталах № 72 и 73. Напротив, слева от устья долины находится Могутова гора.
Северной склон горы покрыт смешанными лесами, южный — степной, выделяющийся на фоне правого лесистого склона Морквашинской долины белым безлесым гребнем, за который гора и получила своё название. Встречаются значительные обнажения пермских и каменноугольных известняков.
В тектоническом отношении Лысая гора как часть Жигулёвских гор относится к важнейшей положительной региональной структуре — Жигулёвско-Пугачёвскому своду.

## Утёс Сокол

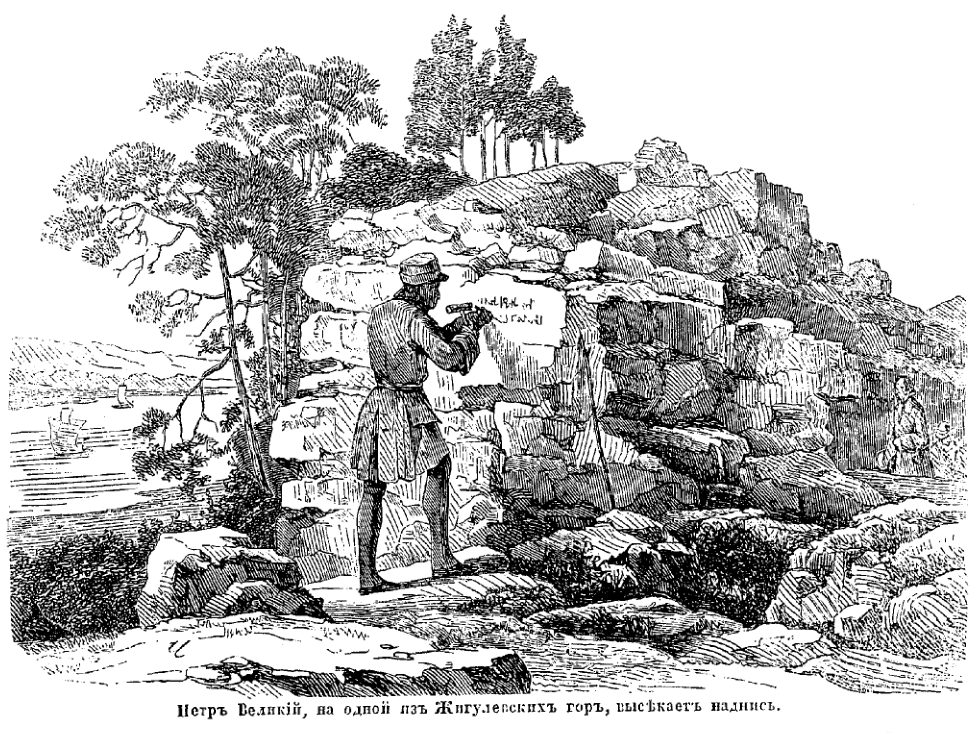
Пётр I высекает надпись на скале. Гравюра 1845 года

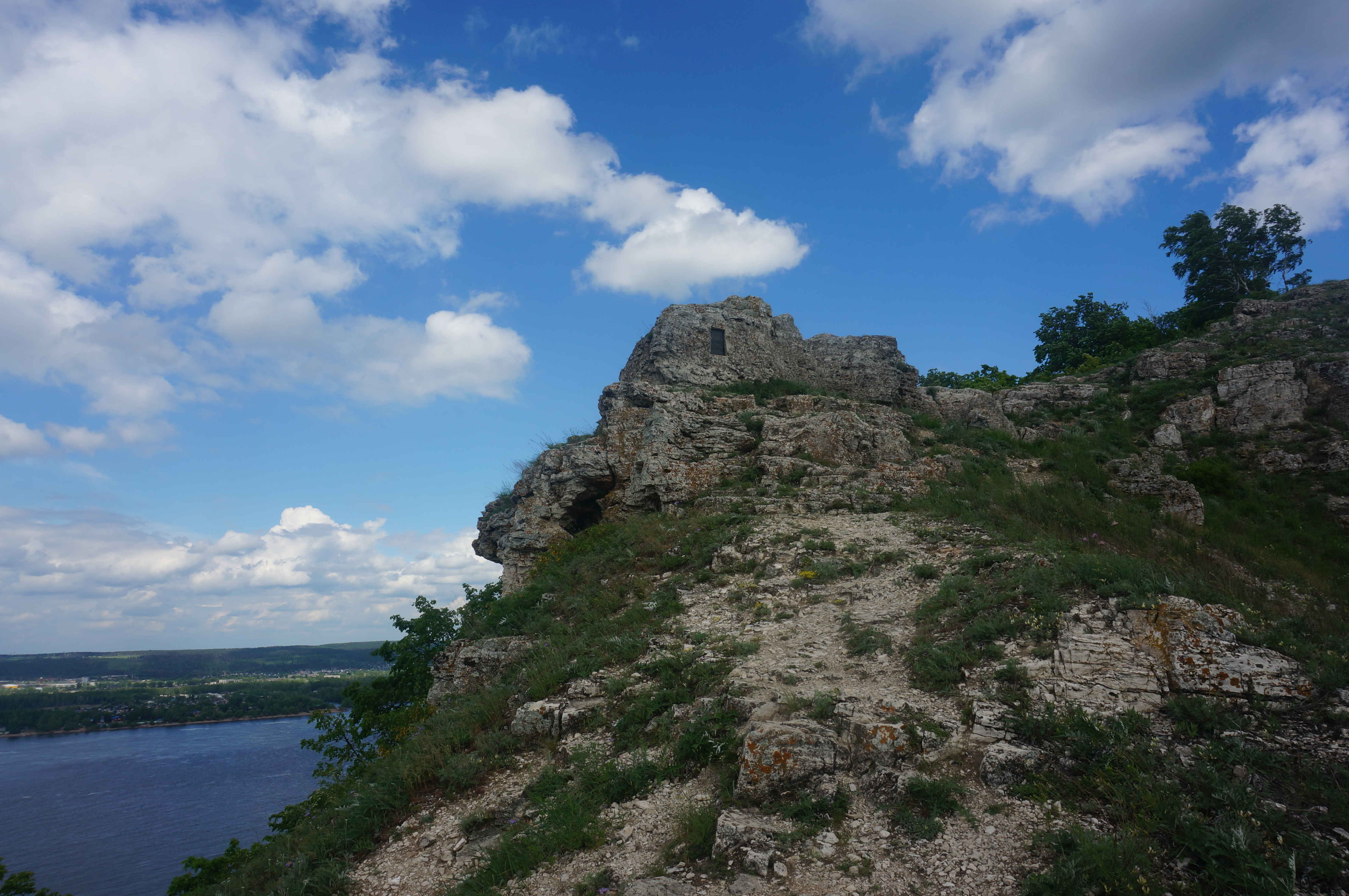
Утёс Сокол, вид со стороны подъёма на гору

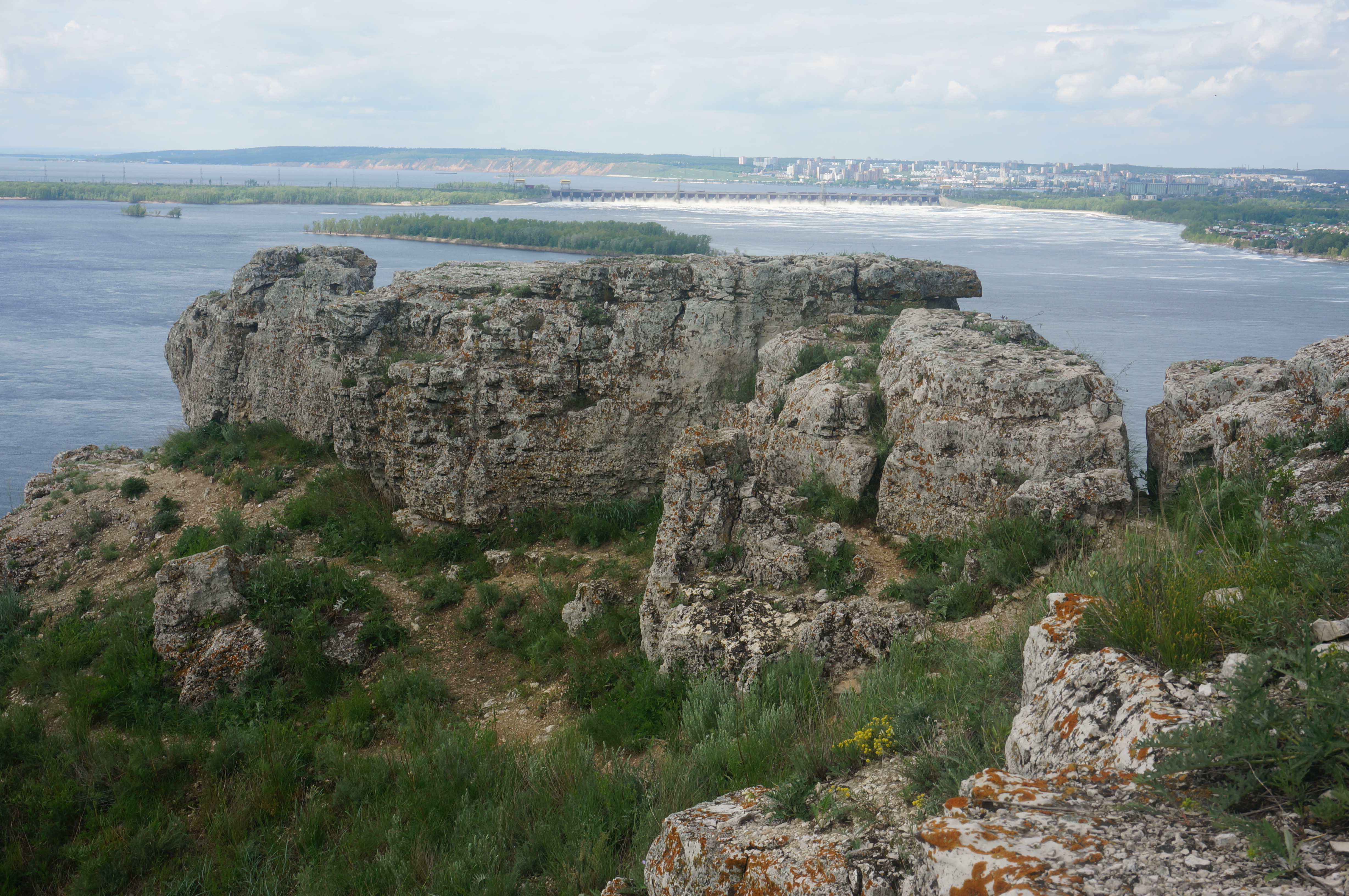
Утёс Сокол. На заднем плане остров Телячий, водосбросная плотина Жигулевской ГЭС, Комсомольский район Тольятти

Примерно на середине западного склона горы находится утёс Сокол (Петров камень) — известняковая скала с плоской вершиной, круто обрывающаяся к северу, а с запада имеющая удобный подход к вершине, являющейся хорошей смотровой площадкой с видом на Волгу, Жигулёвскую ГЭС, Комсомольский район Тольятти.
По давней легенде в 1722 году (по другой версии ещё 28 мая 1695 года) Пётр I поднимался на Лысую гору и высек на скале своё имя, отсюда происходит второе название утёса.
Сохранились литературные свидетельства существования в XIX веке некоей надписи. Первое упоминание о ней встречается в дневниках художников братьев Чернецовых за 1838 год:

Не без труда добрались мы до вершины Лысой горы; тут проводник указал нам на небольшой каменной скале высеченные слова, которые время уже поизгладило; как ни старались мы узнать содержание надписи, но не смогли ничего разобрать: многие литеры истреблены, а которые сохранились, те не имеют уже настоящего своего вида— Чернецовы Г. Г. и Н. Г. Путешествие по Волге. — М.: Мысль, 1970. — С. 108. — 192 с. — 21 000 экз.
О некоей надписи на камне на Лысой горе, виденной им в 1870 году, рассказывал Илья Репин, впрочем не приводя её содержание:

«…мы узнали, что на ближайшей скале над Волгой Пётр Великий собственноручно на камне высек свое имя. Мы сейчас же туда. Здорово вспотели, пока взобрались; воротнички раскисли, сапоги ошарпались. Действительно, надпись была, хотя местами песчаник от времени и непогоды сильно выветрился, так что разобрать надпись можно было не без труда»— Репин И. Е. Далёкое близкое.
В очерке «Жегули и Усолье на Волге», опубликованном Д. Н. Садовниковым в 1872 году, приводится более подробное описание надписи:

« — Вот этот самый Петров камень и есть, — ответил проводник. — Да я что-то подписи настоящей не могу найти, а она была не давно…Много такого было написано, да видно, нашинские мужики на известку отбили… На большом сером камне действительно ничего не было видно. Наконец нашли одну небольшую табличку, по выражению моего спутника. Довольно крупными латинским буквами стоял загадочный ряд: A.-N.-T.-O.-A.-N.-i; помечен был 1720 год да и только. Больше различить не было возможности. Буквы покрыла плесень, а самый камень сильно выветрился. Надпись царя Петра исчезла…»— Д. Н. Садовников. Жегули и Усолье на Волге // Беседа : журнал. — М., СПб., 1872. — № 12.
Самарский краевед Пётр Алабин, впрочем, полагал автором надписи не Петра I, которому приписывалось аналогичный поступок и на левом берегу Волги, на Царёвом кургане, а князя Дмитрия Кантемира, который оставил надпись 11 июня 1722 года, сопровождая Петра I в его персидском походе, о чём оставил запись в своём журнале:

Князь Дмитрий… 11 июня приехав под село (на Волге реке) Моркваши, не доезжая до Самары 40 вёрст, увидел большую гору, называемую Лысую, взошёл на оную, вырезал на камне имя своё и год.
— Г. Байер. История о жизни и делах молдавского господаря князя Константина Кантемира. — М., 1783. — С. 300. — 408 с.
К началу XX века от надписи не осталось никаких следов.
Современный самарский краевед Олег Ракшин полагает, что буквы надписи A.-N.-T.-O.-A.-N.-i, виденные Д. Н. Садовниковым, можно расшифровать как: ANTIOHCANTEMiR ANNO 1722 — Антиох Кантемир — сын князя Дмитрия, сопровождавший отца в этой поездке, и, возможно, сопровождавший его и в подъёме на гору.

## Городище

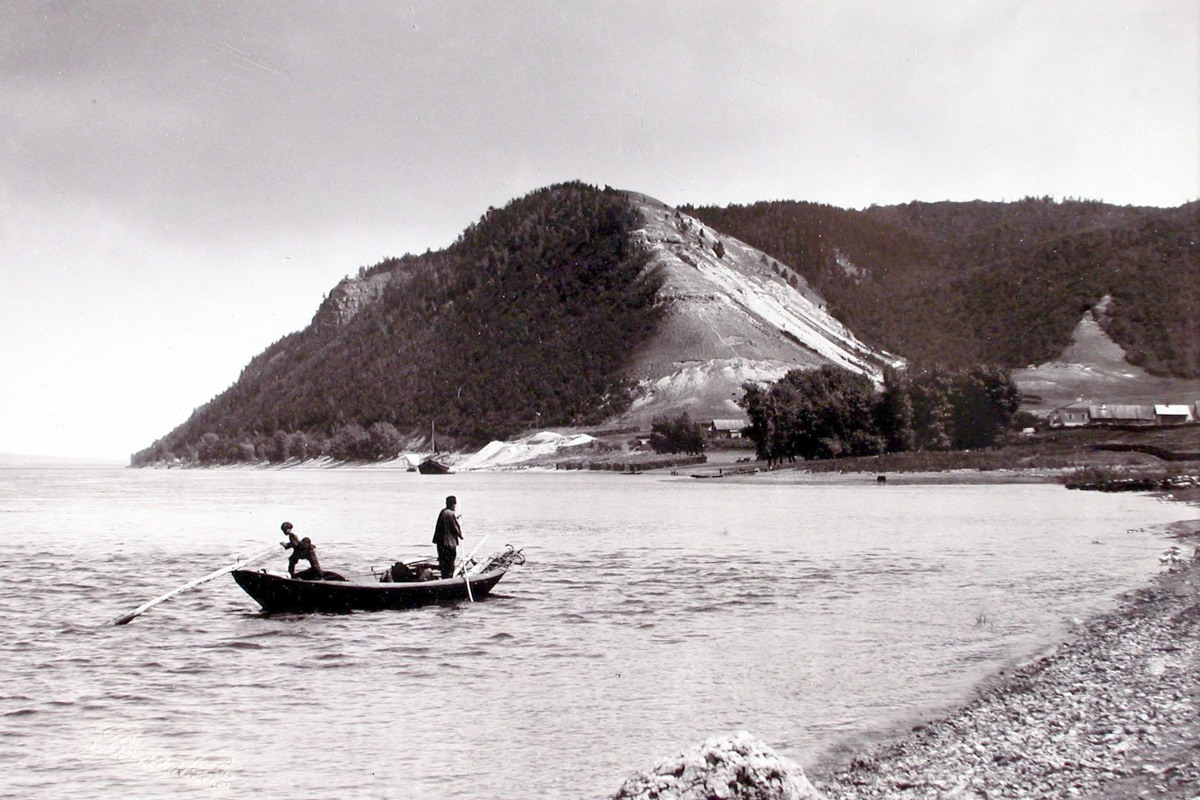
Вид на Лысую гору. Историческая фотография

На вершине горы гребень образует ровную площадку. Здесь находится городище со следами древних поселений — памятник, имеющий научно-историческое значение.
В 1923 году территория городища была осмотрена экспедицией общества археологии, истории, этнографии и естествознания (ОАИЭиЕ), созданного при Самарском университете. В 1936 году городище осматривал археолог Г. П. Гроздилов. Однако полноценные раскопки были проведены лишь в 1970 году, когда на горе работала археологическая экспедиция Куйбышевского университета под руководством Г. И. Матвеевой.

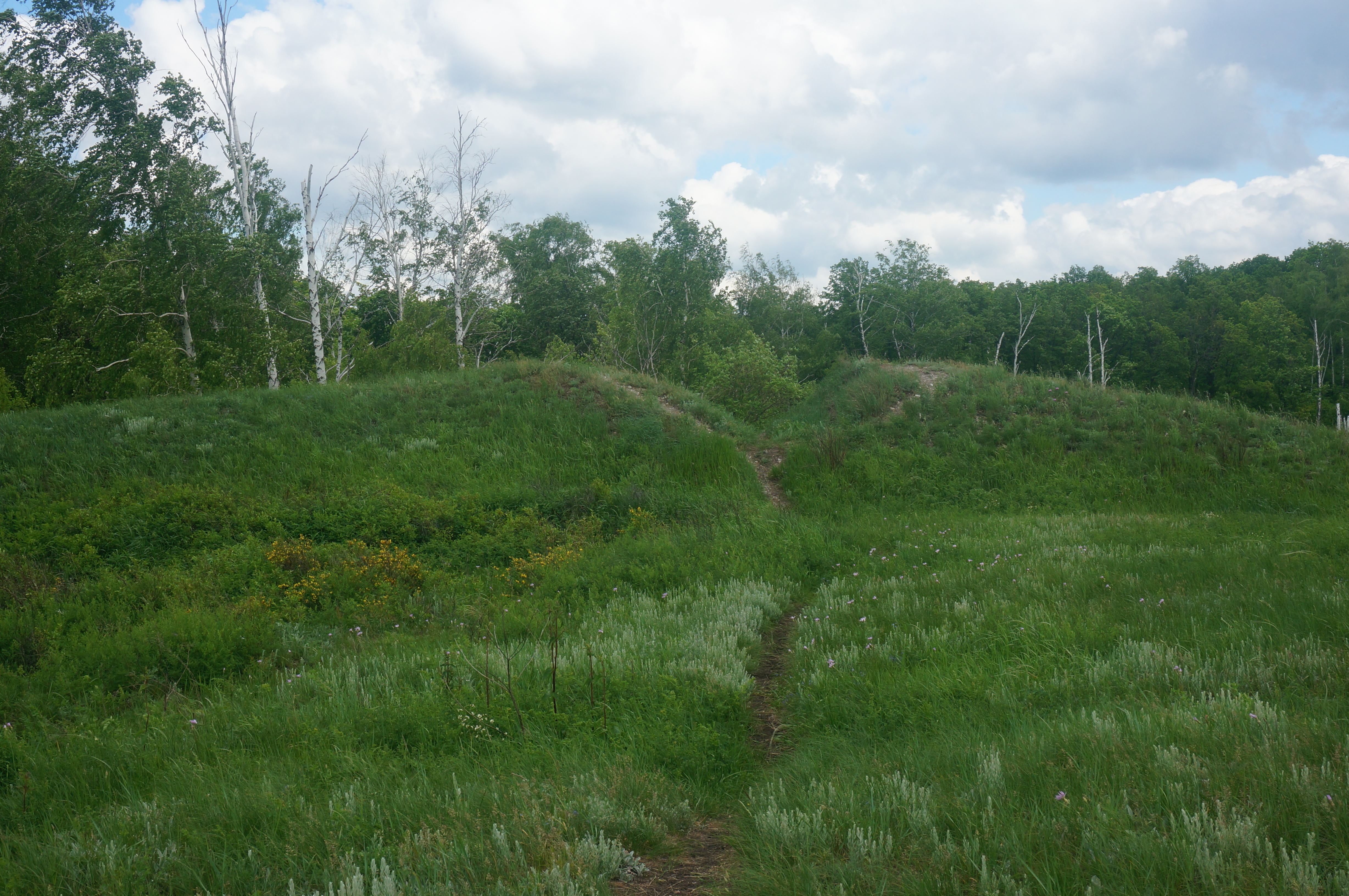
Остатки вала у вершины

Общая площадь городища составляла около 2000 м². Укрепления состояли из трёх валов и рвов. Сдвоенные валы и ров делили площадь городища на две площадки, с напольной стороны имелась ещё одна линия укреплений из валов и рвов. На склоне горы сохранились остатки вала, который, предположительно, служил защитой средней части городища, заключённой между двумя системами укреплений. Предположительно имелся частокол, превращавший городище, расположенное на вершине горы с крутыми склонами, практически в неприступную крепость. Однако постоянно жить на таком высоком и узком месте было неудобно, поэтому полагают, что люди в основном обитали в некоем селище, расположенном неподалёку, а на городище скрывались в момент опасности.
Было обследовано 244 м² территории, на которой исследовались хозяйственные ямы. Следов жилища не сохранилось, поэтому был сделан вывод о том, что они были наземными деревянными. Культурный слой городища тонок и чрезвычайно беден, состоит из пылевидных лесных суглинков, насыщенных щебёнкой и камнями. Самой массовой категорией находок является керамика. Целых образцов керамики найти не удалось. Экспедицией были собраны обломки керамической посуды двух различных типов.
Часть образцов керамики изготовлены из глины с примесью известняковой крошки, круглодонные, с высокой шейкой, украшенной прямоугольными вдавлениями. Характерна штрихованная внутренняя и внешняя поверхности. Орнамент наносился концом треугольной или округлой в сечении палочки. Такая посуда «белогорского типа», принадлежащая финно-угорским племенам, была широко распространена в регионе в VII—IV веках до нашей эры, получив название по городищу Белая Гора, находящемуся на Самарской Луке у села Подгоры. В настоящее время её считают белогорским вариантом ананьинской культуры. Второй тип посуды — грубый, с бугристой поверхностью, с насечками, украшавшими венчики, относится к именьковской культуре, распространенной в Среднем Поволжье в V—VII веках и свидетельствует о том, что городище заселялось неоднократно.

## Исследования
Помимо археологов Лысая гора давно и активно изучается и учёными иных специальностей: известковые обнажения Лысой горы и её природа исследовались геологами А. П. Павловым, М. Э. Ноинским, палеонтологом А. А. Штукенбергом,  геоморфологами А. С. Барковым, Г. В. Обедиентовой.
Большое внимание горе посвящали ботаники, известно, что летом 1868 года на горе собирал гербарий Оттон Оттонович Баум (1842—1892), командированный сюда Казанским обществом испытателей природы. В его сборы вошли такие виды, как копеечник крупноцветковый, астрагал сарептский, скабиоза исетская, качим Юзепчука, вероника седая, очиток едкий. В 1889 году ботаник Николай Павлович Жиляков в ходе составления конспекта флоры Лысой горе насчитал 124 вида растений. В 1926 году гору исследовал И. И. Спрыгин в ходе экспедиции по выбору участка Жигулёвского заповедника. Кроме них также флору Лысой горы изучали С. И. Коржинский, Р. И. Аболин, Л. М. Черепнин, Т. И. Плаксина.

## Флора
По схеме флористического районирования Самарской Луки профессора Саксонова Лысая гора входит в состав Жигулёвского флористического района и принадлежит Лысогорскому элементарному флористическому подрайону. Современная флора Лысой горы насчитывает 426 видов, что составляет 61,7 % от числа видов Жигулёвского флористического района.
Наиболее примечательны в флористическом отношении солнечные склоны: западный, юго-западный и юго-юго-восточный. Здесь встречаются различные варианты уникальных растительных сообществ: типчаково-ковыльные, ковыльно-овсецовые, ковыльно-осоковые, седое розеточное разнотравье, сообщества каменистых осыпей, скальных обнажений. Здесь встречаются представители различных эндемичных видов: астрагал Гельма, астрагал Цингера, ясколка жигулёвская, молочай жигулёвский, качим Юзепчука, качим жигулёвский, очитник жигулёвский, пижма жестколистная, тимьян жигулёвский и другие, а также реликтовые: астра альпийская, клаусия солнцепёчная, хвойник двухколосковый, ферула татарская, солнцецвет монетолистный, овсец пустынный, крашенинниковия терескеновая, лён уральские и другие.
На платообразной вершине горы встречаются сообщества луговой степи, где встречаются одновременно растения сообществ степных кустарниковых сообществ, разрешенных лесов и каменистой степи: колокольчик волжский, гвоздика полевая, рябчик русский, перловник трансильванский, тюльпан Биберштейна и другие.
Западное и северо-западное подножье горы сильно трансформировано, здесь проходит асфальтовая дорога, присутствуют следы карьерных разработок, в результате которых подошва склона срыта. В результате флора здесь богата сорными и банальными видами: пырей ползучий, полынь горькая, полынь Сиверса, чертополох шиповатый, цикорий обыкновенный, мордовник шароголовый , чернокорень лекарственный, синяк обыкновенный и другие.
Северный склон горы, обращённый в сторону Волги занят лесами. В основном это липово-кленовые леса, с небольшими осинниками и березниками по оврагам. На уступах и в верхней части встречаются сосняки, переходящие в сосново-широколиственные леса. Основные представители: липа сердцевидная, клён остролистный, осина и сосна обыкновенная. В подлеске обычны орешник, жимолость обыкновенная, бересклет бородавчатый, черёмуха, рябина обыкновенная и Калина красная. Травяной ярус сложен представителями мезофильных неморальных видов: копытень европейский, осока волосистая, фиалка удивительная, подмаренник душистый, купена многоцветковая , бор развесистый, чина весенняя, медуница мягкая, сныть обыкновенная и другие.
Подножье северного склона представляет узкую (30—50 м) абразионную террасу, остаток поймы Волги, затопленной при поднятии Саратовского водохранилища. На террасе нагорные лиственные леса постепенно переходят в долинные осокорники и ольшаники. Леса чёрного тополя разреженные, светлые, с включениями тополя белого и ивы белой как маленькими группами, так и одиночными представителями.

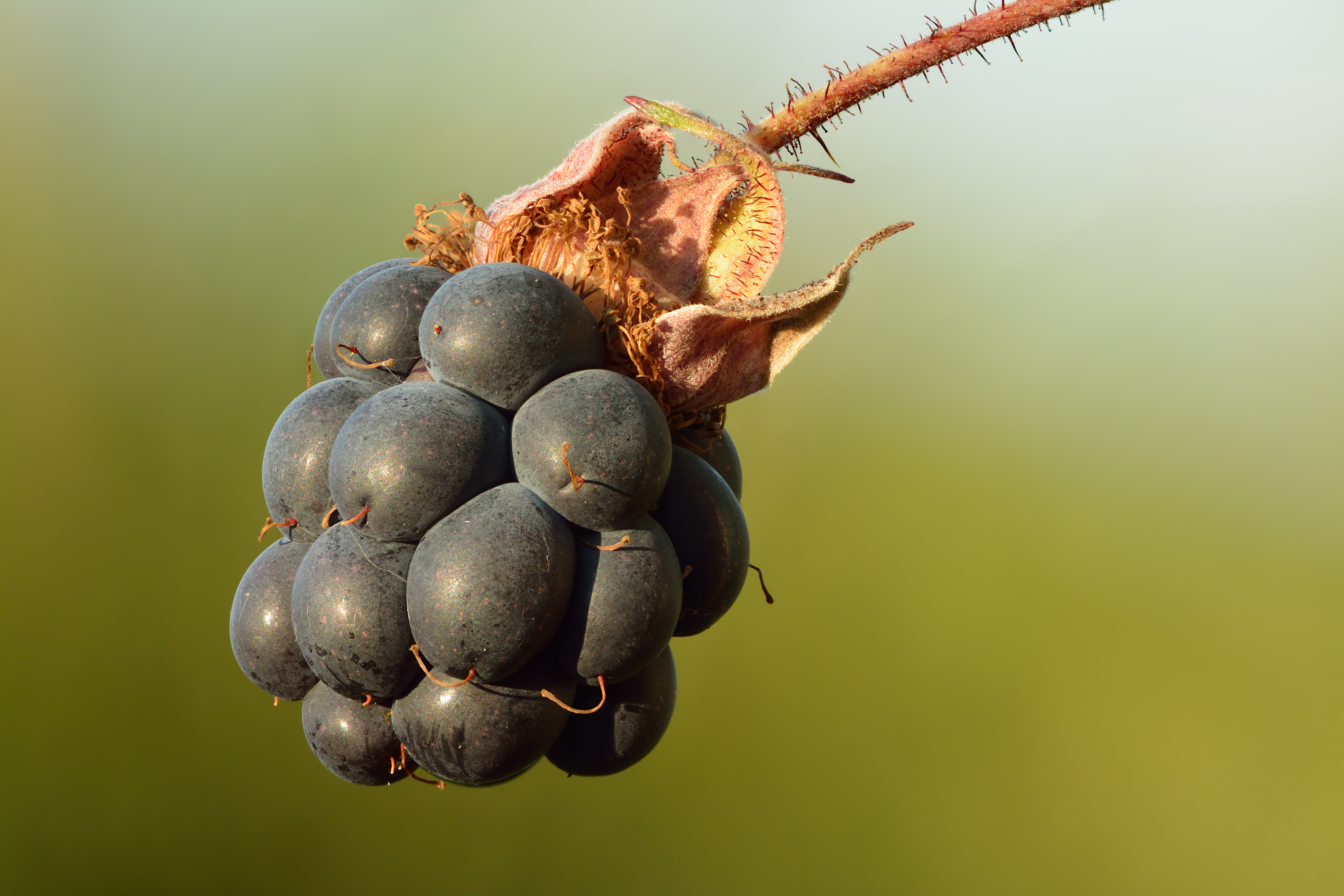
Ежевика сизая

Кустарниковый ярус сложен представителями дрока красильного, ежевики сизой, крушины слабительной и шиповника майского. Разнотравье представлено кровохлёбкой лекарственной, полевицей гигантской, пижмой обыкновенной, хвощём зимующим, кострецом безостным и пусторёберником обнажённым.
Переход между верхней частью абразионной террасы и бечевником занят ольшаниками со схожим флористическим составом. На бечевнике встречаются растения, характерные для речных пойм: подмаренник мареновидный, молочай уральский, марена татарская, в целом он довольно богат видами при сравнительно малом проектном травянистом покрытии (10—15 %).

### Охраняемые виды
48 видов растений, произрастающих на Лысой горе, включены в Красную книгу Самарской области:
- Бурачок ленский (Alyssum lenense)
- Ясменник скальный (Asperula petrea)
- Костенец постенный (Asplenium ruta-muraria)
- Астра альпийская (Aster alpinus)
- Астрагал Гельма (Astragalus helmii)
- Астрагал Цингера (Astragalus zingeri)
- Володушка серповидная (Bupleurum falcatum)
- Колокольчик волжский (Campanula wolgensis)
- Ясколка жигулевская  (Cerastium zhiguliensis)
- Адонис весенний (Chrysocyathus vernalis)
- Клаусия солнцепёчная (Clausia aprica)
- Кизильник черноплодный (Cotoneaster melanocarpus)
- Боярышник волжский (Crataegus volgensis)
- Хвойник двухколосковый (Ephedra distachya)
- Дремлик зимовниковый (Epipactis helleborine)
- Молочай уральский (Euphorbia uralensis)
- Молочай жигулёвский (Euphorbia zhiguliensis)
- Ферула татарская (Ferula tatarica)
- Овсяница волжская (Festuca wolgensis)
- Рябчик русский (Fritillaria ruthenica)
- Гусиный лук луковиценосный (Gagea bulbifera)
- Солонечник узколистный (Galatella angustissima)
- Горечавка крестовидная (Gentiana cruciata)
- Качим Юзепчука (Gypsophila juzepczukii)
- Качим жигулёвский (Gypsophilla zheguliensis)
- Копеечник крупноцветковый (Hedysarum grandiflorum)
- Солнцецвет монетолистный (Helianthemum nummularium)
- Овсец Шелля (Helictotrichon schellianum)
- Очитник жигулёвский (Hylotelephium zheguliense)
- Зверобой изящный (Hypericum elegans)
- Тонконог жестколистный (Koeleria sclerophylla)
- Лазурник трёхлопастный (Laser trilobium)
- Лён уральский (Linum uralense)
- Лядвенец жигулёвский (Lotus zhegulensis)
- Гнездовка настоящая (Neottia nidus-avies)
- Сосна обыкновенная (Pinus sylvestris) (жигулёвская популяция)
- Истод сибирский (Polygala sibirica)
- Тополь белый (Populus alba)
- Первоцвет крупночашечный (Primula macrocalyx)
- Прострел раскрытый (Pulsatilla patens)
- Скабиоза исетская (Scabiosa isetensis)
- Шиверекия подольская (Schivereckia podolica)
- Ковыль перистый (Stipa pennata)
- Ковыль красивейший (Stipa pulcherrima)
- Пижма жестколистная (Tanacetum sclerophyllum)
- Тимьян жигулёвский (Thymus zheguliensis)
- Тюльпан Биберштейна (Tulipa biebersteiniana)
- Валериана клубненосная (Valeriana tuberose)

## Фауна
Фауна Лысой горы изучена значительно хуже. Описано 3 вида земноводных: жаба зелёная, лягушка озёрная и лягушка остромордая — всего треть от общего числа видов земноводных на Самарской Луке. Это связано с отсутствием водоёмов, пригодных для размножения и личиночного развития и высоким антропогенным воздействием.